# Europees kampioenschap handbal vrouwen 2002
Het 5de Europees kampioenschap handbal vrouwen vond plaats van 6 december tot 15 december 2002 in Denemarken. Zestien landenteams namen deel aan de strijd om de Europese titel. Titelverdediger Hongarije moest genoegen nemen met de vijfde plaats in de eindrangschikking.

## Eerste groepsfase

### Groep A
De wedstrijden in deze groep vonden plaats in Helsinge.
| Land        | Wed | W | G | V | DV | DT | DS  | Ptn |
| ----------- | --- | - | - | - | -- | -- | --- | --- |
| Joegoslavië | 3   | 3 | 0 | 0 | 93 | 76 | +17 | 6   |
| Roemenië    | 3   | 2 | 0 | 1 | 82 | 78 | +4  | 4   |
| Oostenrijk  | 3   | 1 | 0 | 2 | 77 | 83 | –6  | 2   |
| Zweden      | 3   | 0 | 0 | 3 | 79 | 94 | –15 | 0   |

| 6 december | Roemenië    | 27 – 21 | Oostenrijk  |
| 6 december | Joegoslavië | 31 – 28 | Zweden      |
| 7 december | Zweden      | 25 – 30 | Roemenië    |
| 7 december | Oostenrijk  | 23 – 30 | Joegoslavië |
| 8 december | Roemenië    | 25 – 32 | Joegoslavië |
| 8 december | Oostenrijk  | 33 – 26 | Zweden      |

### Groep B
De wedstrijden in deze groep vonden plaats in Aarhus.
| Land       | Wed | W | G | V | DV | DT | DS  | Ptn |
| ---------- | --- | - | - | - | -- | -- | --- | --- |
| Denemarken | 3   | 3 | 0 | 0 | 74 | 63 | +11 | 6   |
| Frankrijk  | 3   | 2 | 0 | 1 | 66 | 65 | +1  | 4   |
| Oekraïne   | 3   | 1 | 0 | 2 | 72 | 77 | –5  | 2   |
| Nederland  | 3   | 0 | 0 | 3 | 73 | 80 | –7  | 0   |

| 6 december | Oekraïne   | 23 – 27 | Denemarken |
| 6 december | Frankrijk  | 25 – 24 | Nederland  |
| 7 december | Nederland  | 26 – 28 | Oekraïne   |
| 7 december | Denemarken | 20 – 17 | Frankrijk  |
| 8 december | Oekraïne   | 21 – 24 | Frankrijk  |
| 8 december | Denemarken | 27 – 23 | Nederland  |

### Groep C
De wedstrijden in deze groep vonden plaats in Farum.
| Land      | Wed | W | G | V | DV | DT | DS  | Ptn |
| --------- | --- | - | - | - | -- | -- | --- | --- |
| Noorwegen | 3   | 2 | 1 | 0 | 75 | 61 | +14 | 5   |
| Rusland   | 3   | 1 | 1 | 1 | 67 | 70 | –3  | 3   |
| Duitsland | 3   | 1 | 0 | 2 | 71 | 78 | –7  | 2   |
| Spanje    | 3   | 0 | 2 | 1 | 76 | 80 | –4  | 2   |

| 6 december | Rusland   | 25 – 22 | Duitsland |
| 6 december | Noorwegen | 25 – 25 | Spanje    |
| 7 december | Spanje    | 24 – 24 | Rusland   |
| 7 december | Duitsland | 18 – 26 | Noorwegen |
| 8 december | Duitsland | 31 – 27 | Spanje    |
| 8 december | Rusland   | 18 – 24 | Noorwegen |

### Groep D
De wedstrijden in deze groep vonden plaats in Aarhus.
| Land        | Wed | W | G | V | DV | DT | DS  | Ptn |
| ----------- | --- | - | - | - | -- | -- | --- | --- |
| Hongarije   | 3   | 3 | 0 | 0 | 98 | 77 | +21 | 6   |
| Tsjechië    | 3   | 2 | 0 | 1 | 76 | 72 | +4  | 4   |
| Slovenië    | 3   | 1 | 0 | 2 | 75 | 79 | –4  | 2   |
| Wit-Rusland | 3   | 0 | 0 | 3 | 65 | 86 | –21 | 0   |

| 6 december | Tsjechië    | 25 – 20 | Slovenië    |
| 6 december | Hongarije   | 34 – 23 | Wit-Rusland |
| 7 december | Wit-Rusland | 19 – 25 | Tsjechië    |
| 7 december | Slovenië    | 28 – 31 | Hongarije   |
| 8 december | Wit-Rusland | 23 – 27 | Slovenië    |
| 8 december | Hongarije   | 33 – 26 | Tsjechië    |

## Tweede groepsfase
De onderlinge resultaten uit de eerste groepsfase telden mee in de tweede groepsfase.

### Groep I
De wedstrijden in deze groep vonden plaats in Aarhus.
| Land        | Wed | W | G | V | DV  | DT  | DS  | Ptn |
| ----------- | --- | - | - | - | --- | --- | --- | --- |
| Denemarken  | 5   | 5 | 0 | 0 | 126 | 108 | +18 | 10  |
| Frankrijk   | 5   | 3 | 0 | 2 | 121 | 124 | –3  | 6   |
| Joegoslavië | 5   | 3 | 0 | 2 | 153 | 129 | +24 | 6   |
| Roemenië    | 5   | 2 | 0 | 3 | 120 | 124 | –4  | 4   |
| Oostenrijk  | 5   | 2 | 0 | 3 | 126 | 124 | +2  | 4   |
| Oekraïne    | 5   | 0 | 0 | 5 | 104 | 141 | –37 | 0   |

| 10 december | Oostenrijk  | 32 – 19 | Oekraïne   |
| 10 december | Joegoslavië | 27 – 29 | Frankrijk  |
| 10 december | Roemenië    | 23 – 25 | Denemarken |
| 11 december | Joegoslavië | 39 – 24 | Oekraïne   |
| 11 december | Roemenië    | 26 – 29 | Frankrijk  |
| 11 december | Oostenrijk  | 20 – 26 | Denemarken |
| 12 december | Roemenië    | 19 – 17 | Oekraïne   |
| 12 december | Oostenrijk  | 30 – 22 | Frankrijk  |
| 12 december | Joegoslavië | 25 – 28 | Denemarken |

### Groep II
De wedstrijden in deze groep vonden plaats in Farum.
| Land      | Wed | W | G | V | DV  | DT  | DS  | Ptn |
| --------- | --- | - | - | - | --- | --- | --- | --- |
| Noorwegen | 5   | 5 | 0 | 0 | 135 | 103 | +32 | 10  |
| Rusland   | 5   | 4 | 0 | 1 | 138 | 116 | +22 | 8   |
| Hongarije | 5   | 3 | 0 | 2 | 146 | 142 | +4  | 6   |
| Tsjechië  | 5   | 2 | 0 | 3 | 120 | 129 | –9  | 4   |
| Slovenië  | 5   | 1 | 0 | 4 | 124 | 143 | –19 | 2   |
| Duitsland | 5   | 0 | 0 | 5 | 111 | 141 | –30 | 0   |

| 10 december | Duitsland | 26 – 30 | Slovenië  |
| 10 december | Noorwegen | 27 – 20 | Tsjechië  |
| 10 december | Rusland   | 39 – 29 | Hongarije |
| 11 december | Duitsland | 25 – 30 | Hongarije |
| 11 december | Noorwegen | 34 – 24 | Slovenië  |
| 11 december | Rusland   | 29 – 19 | Tsjechië  |
| 12 december | Duitsland | 20 – 30 | Tsjechië  |
| 12 december | Rusland   | 27 – 22 | Slovenië  |
| 12 december | Noorwegen | 24 – 23 | Hongarije |

## Finaleronde
De wedstrijden van de finale ronden vonden plaats in Aarhus.

### Halve finales
| 14 december | Denemarken | 22 – 18 | Rusland   |
| 14 december | Noorwegen  | 21 – 16 | Frankrijk |

### 7de/8ste plaats
| 14 december | Roemenië | 19 – 17 | Tsjechië |

### 5de/6de plaats
| 15 december | Joegoslavië | 39 – 43 | Hongarije |

### Troostfinale
| 15 december | Frankrijk | 27 – 22 | Rusland |

### Finale
| 15 december | Denemarken | 25 – 22 | Noorwegen |

## Eindrangschikking en statstieken

### Eindrangschikking
| Rang   | Team        |
| ------ | ----------- |
| Goud   | Denemarken  |
| Zilver | Noorwegen   |
| Brons  | Frankrijk   |
| 4      | Rusland     |
| 5      | Hongarije   |
| 6      | Joegoslavië |
| 7      | Roemenië    |
| 8      | Tsjechië    |
| 9      | Oostenrijk  |
| 10     | Slovenië    |
| 11     | Duitsland   |
| 12     | Oekraïne    |
| 13     | Spanje      |
| 14     | Nederland   |
| 15     | Zweden      |
| 16     | Wit-Rusland |

| Europees kampioen vrouwen 2002 · Denemarken · 3e titel Selectie: Lene Rantala, Ditte Andersen, Mette Vestergaard Larsen, Camilla Thomsen, Christina Roslyng Hansen, Heidi Johansen, Rikke Hoerlykke Jörgensen, Winnie Moelgaard, Karin Mortensen, Trine Jensen, Katrine Fruelund, Louise Bager Due, Kristine Andersen, Karen Broedsgaard, Line Daugaard en Josephine Touray. · Bondscoach: Jan Pytlick. |

### Onderscheidingen
All-Star Team
- Keeper:  Karin Mortensen
- Rechterhoek:  Stéphanie Cano
- Rechteropbouw:  Lina Olsson Rosenberg
- Middenopbouw:  Kristine Andersen
- Linkeropbouw:  Ausra Fridrikas
- Linkerhoek:  Line Daugaard
- Cirkelloper:  Lyudmila Bodniyeva

Overige onderscheiding
- Meest waardevolle speler:  Karin Mortensen